# Flyttfågelsfästing
Flyttfågelsfästing (Hyalomma marginatum) är en fästingart som beskrevs 1844 av Carl Ludwig Koch. Arten härstammar från subtropiska regioner i Gamla världen. Som imago suger den blod från en mängd olika däggdjursarter, företrädesvis hovdjur, men även människor. Larver och nymfer förekommer på en mängd olika ryggradsdjur, inklusive flyttfåglar. Arten är av medicinsk betydelse som vektor för fläckfeber och särskilt  Krim-Kongo hemorragisk feber, för vilken det inte finns något vaccin eller medicin. 

## Utseende
Som andra typiska arten i släktet är den en relativt stor, hård fästing med en kroppslängd på cirka 5 till 6 millimeter, där den dorsala skölden (scutum eller conscutum) täcker hela bålen när den inte är svullnad. Den är märkbart större än vanlig fästing som är den vanligaste arten i Europa. Benen är ljusare än skölden och vanligtvis tydligt randade. Arten är svår att skilja från andra arter i släktet, och vanligtvis bara distinkt när den är könsmogen. Larver och nymfer kan ha artspecifika egenskaper, men är så lika närbesläktade arter att de vanligtvis anses vara morfologiskt omöjliga att bestämma.

## Utbredning och spridning
Arten härstammar från subtropiska regioner i Gamla världen. Under 2000-talet har den allt oftare observerats norr om sitt ursprungliga utbredningsområde, i exempelvis Tyskland, Norge och Sverige.